# St. Martin SG
| SG ist das Kürzel für den Kanton St. Gallen in der Schweiz. Es wird verwendet, um Verwechslungen mit anderen Einträgen des Namens Sankt Martin zu vermeiden. |

St. Martin im Calfeisental ist ein Weiler und eine ehemalige Walsersiedlung der Ortschaft Vättis in der politischen Gemeinde Pfäfers in der südöstlichsten Ecke des Kantons St. Gallen. Er befindet sich im Wahlkreis Sarganserland.

## Geographie

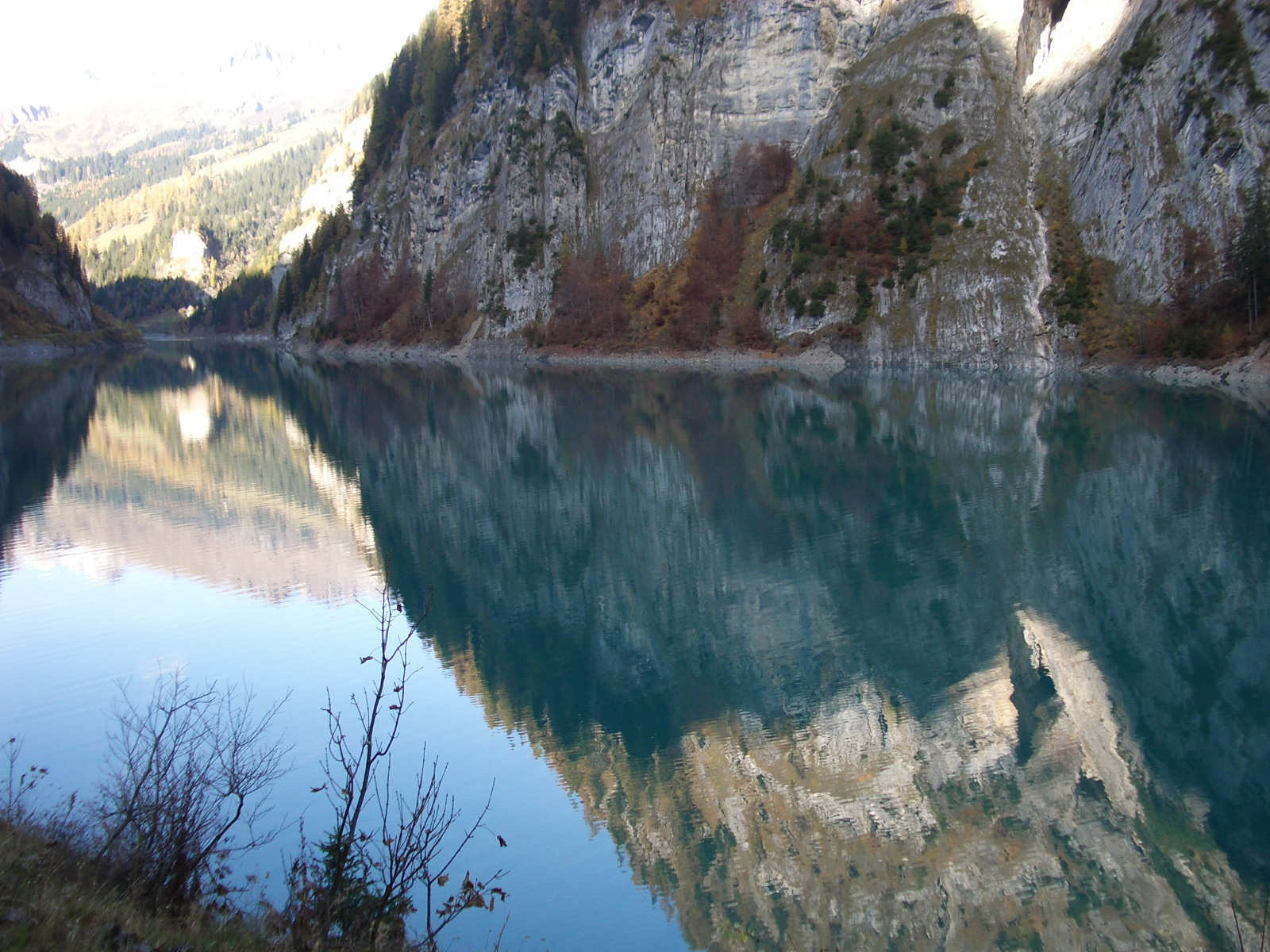
.Gigerwaldsee, nur die Kirche von St. Martin steht noch in der Sonne.

Der Weiler St. Martin liegt westlich des Gigerwaldsees im Calfeisental am Südfuss von Zinerspitz, Egghorn und Sazmartinshorn. Östlich von St. Martin erstreckt sich das Taminatal mit der Ortschaft Vättis. Zwischen Gigerwald und Vättis – beim sogenannten Vättner Fenster – ist das Aarmassiv aufgeschlossen.
Der oberhalb von St. Martin auf 1580 m Höhe stehende, als dickste Fichte der Welt ausgeschilderte Baum ist mittlerweile nicht mehr Rekordhalter, es wurde ein geringfügig dickeres Exemplar im Göscheneralptal gefunden.

## Geschichte
Anfang des 14. Jahrhunderts kamen die Walser von ihren einstigen Höfen in Fidaz über das Trinser Fürggli ins Calfeisental. Die Besiedlung erfolgte von oben nach unten, vom Berg zum Tal. Die Walser erhielten das Calfeisental mit der Alp Sardona als Lehen vom Kloster Pfäfers. Es entstand eine verstreute Siedlung von zwölf Familien mit rund hundert Personen. Die deutschen Flurnamen im Calfeisental erinnern an die Besiedlung: Rathausboden, Ammansboden, Ebni, Egg, Friedhöfli und Chilchli.

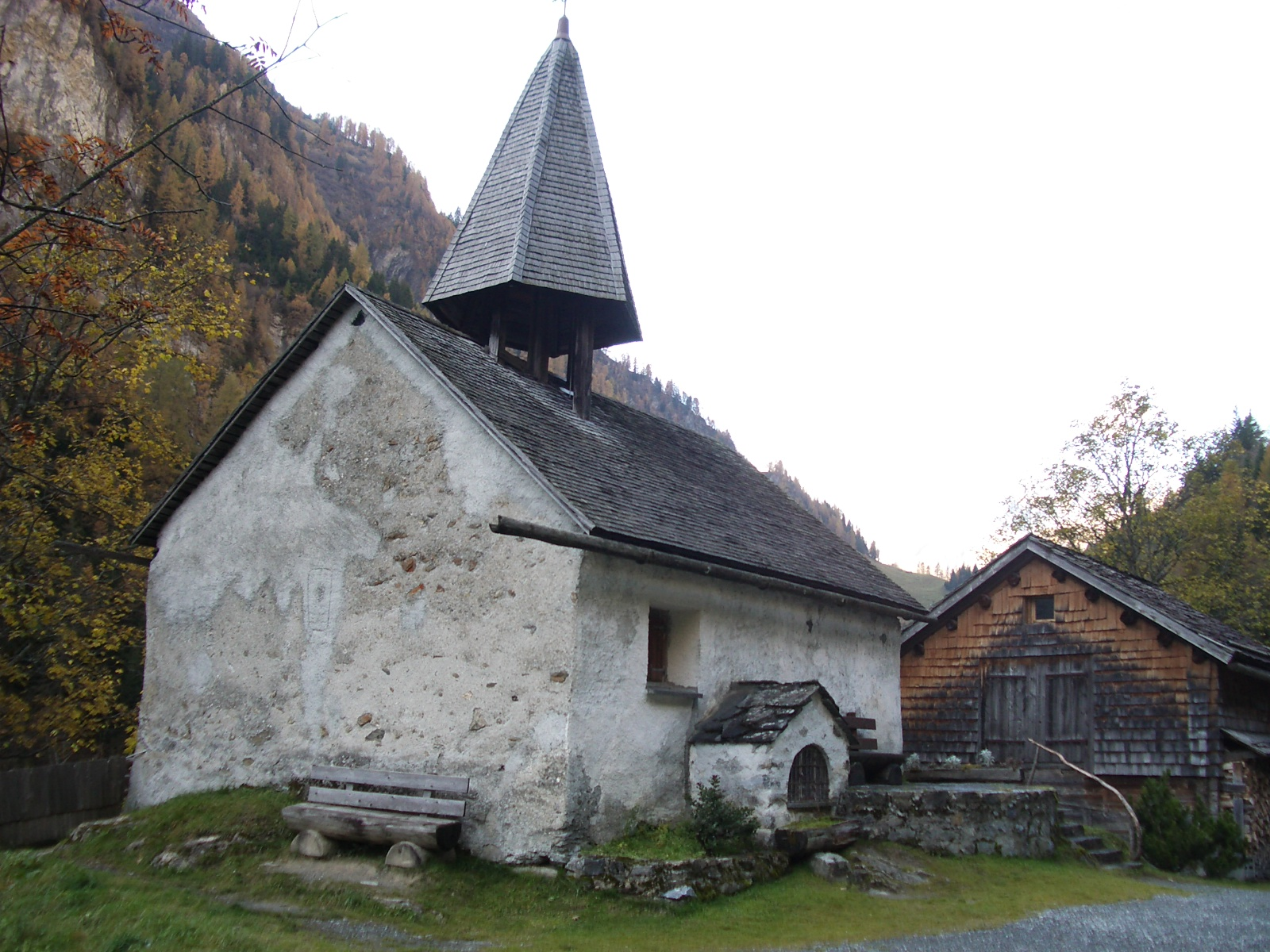
Kirche St. Martin mit Beinhaus

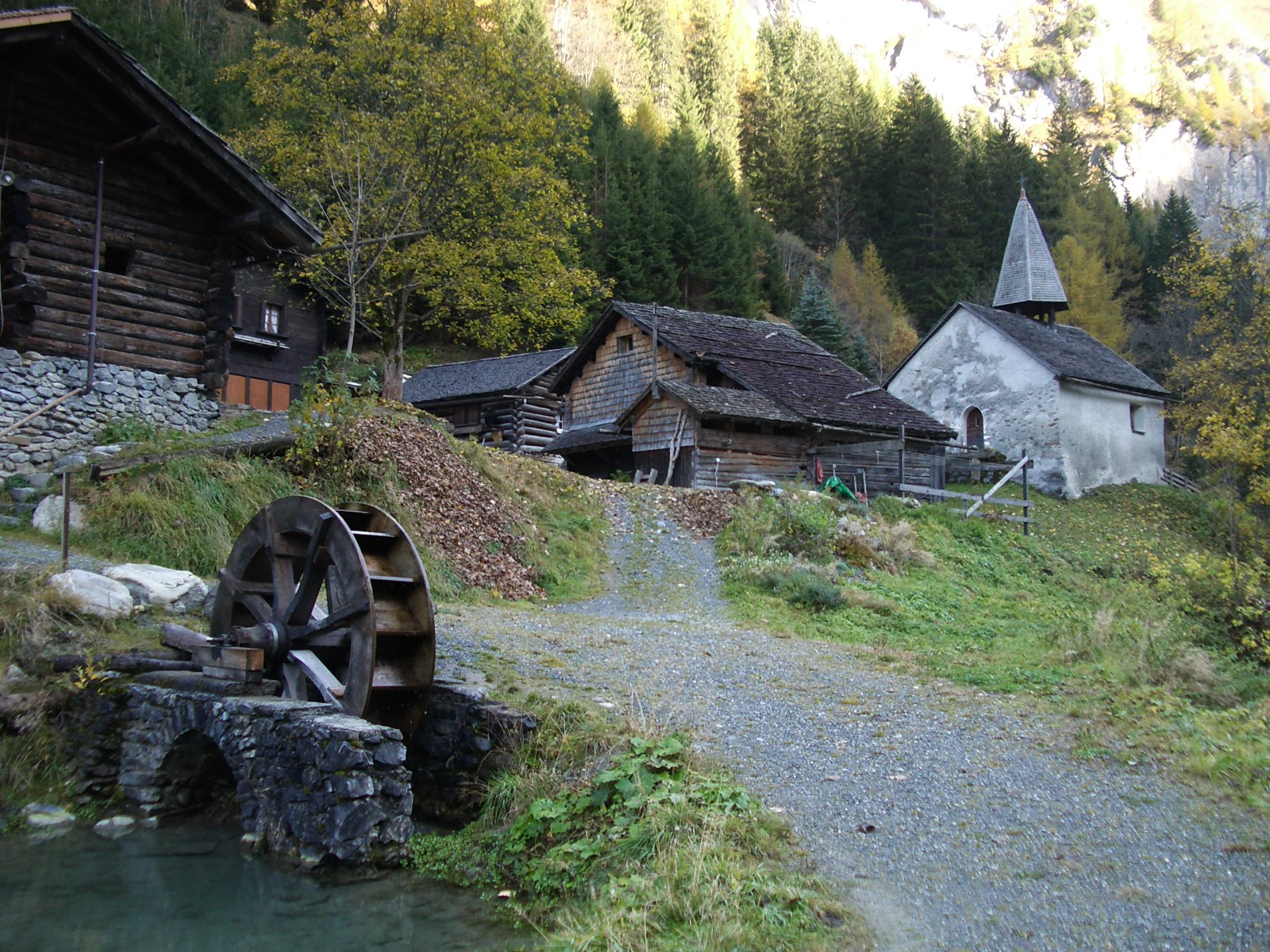
Walsersiedlung St. Martin

Das Kirchlein in St. Martin wurde, laut einer dendrochronologischen Untersuchung, ums Jahr 1312 als Pfarrkirche mit Ewigem Licht gebaut. Das Mesmerhaus gegenüber der Kirche trägt die Jahreszahl 1588. Die Figur Madonna mit Kind und das Christuskreuz stammen aus der Zeit der Walsereinwanderung. Die Originale befinden sich im Museum in Vättis. Für Taufen, Trauungen und Beerdigungen kam der Priester vom Tal. 1472 wurde die Martinsalp (Brändlisberg) als Kirchengut erstmals erwähnt.
Im 15. und 16. Jahrhundert erfolgte die Abwanderung der Walser nach Weisstannen, St. Margretenberg, der Bündner Herrschaft und nach Gams. Möglicherweise hatte die Kleine Eiszeit das Klima im ohnehin rauen und im Winter sonnenarmen Calfeisental verschlechtert. 1652 verliessen die letzten Calfeisen-Walser – die Frau des verstorbenen Mesmers, Ursula Sutter und ihre beiden Söhne – das Tal und zogen nach Vättis. Seither wird das Calfeisental nur noch als Alp bewirtschaftet, und St. Martin wurde zum Maiensäss. Das Kreuz auf der Kirchturmspitze ist das ehemalige Grabkreuz des letzten Mesmers.

## Bevölkerung

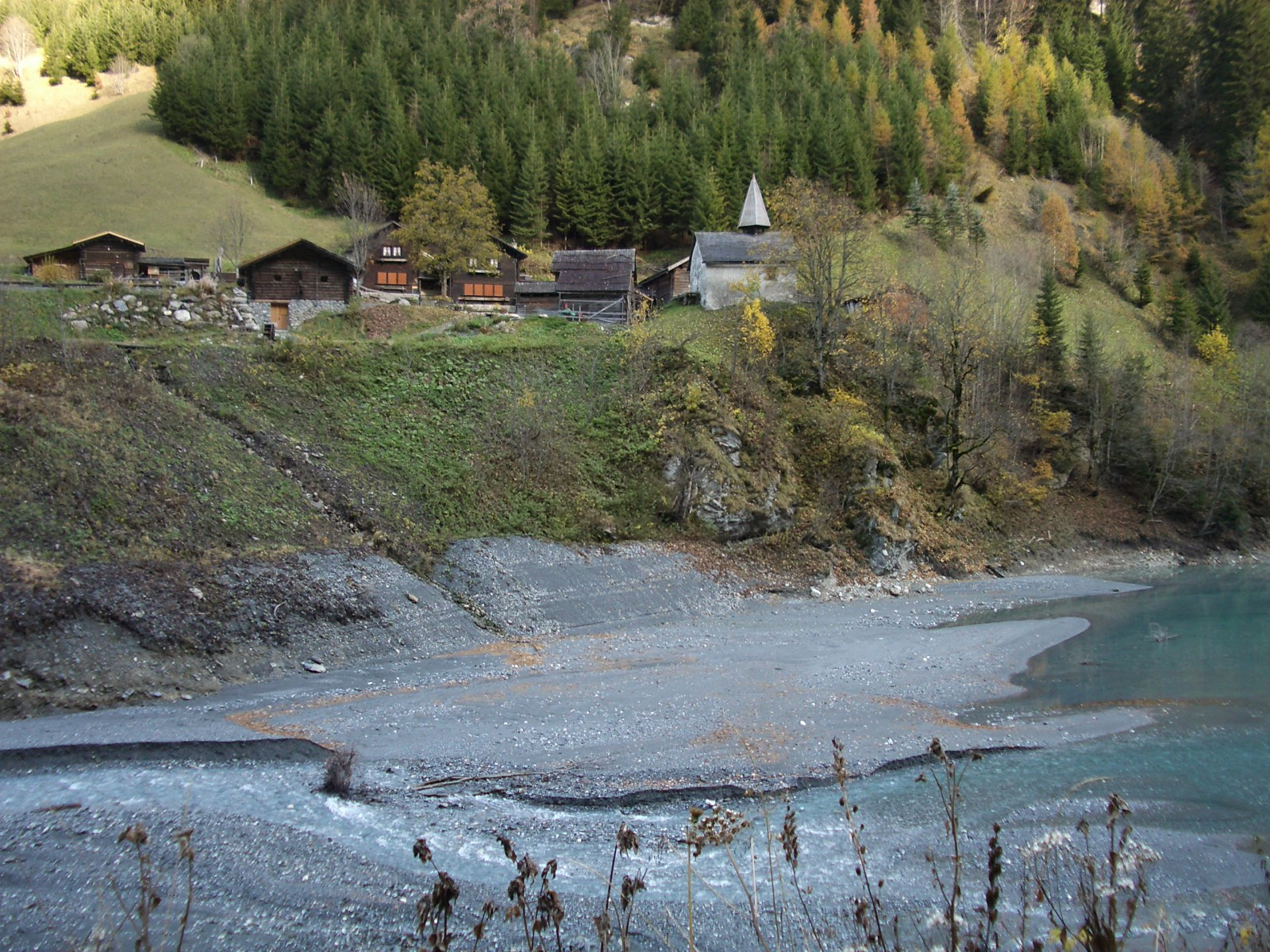
Blick von der gegenüberliegenden Seite der Tamina auf St. Martin

Der Walserort Sankt Martin besteht aus sieben Gebäuden, darunter ein Restaurant mit 180 Sitzplätzen innen, diversen Doppelzimmern und zwei Massenlagern. Die Bewirtschaftung erfolgt von Ende Mai bis Ende Oktober. Die übrige Zeit ist Sankt Martin für Gäste geschlossen. Ab November wird die Strasse ab der Staumauer bis ins Dorf nicht mehr geräumt und bleibt somit wegen Lawinengefahr geschlossen.

## Wirtschaft und Tourismus

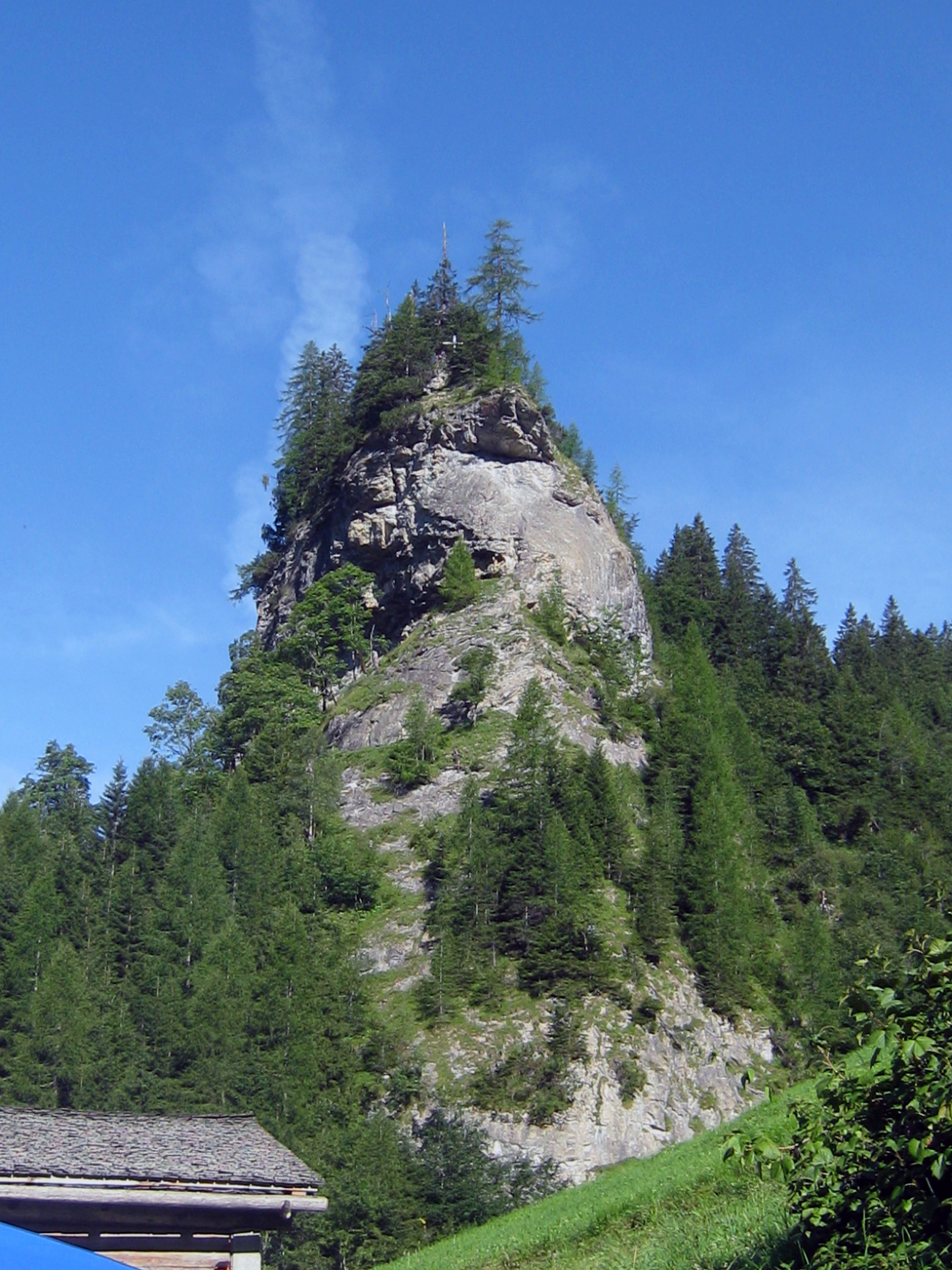
Chilchlichopf

Der Verein «Pro Walsersiedlung St. Martin und Calfeisental» will neben der kulturellen Verankerung des Walsertums in erster Linie den Fortbestand der Walsersiedlung St. Martin im Calfeisental in ihrer ursprünglichen Form, als Zeugen der Vergangenheit, erhalten.
Der Verein organisiert vielfältige kulturelle Angebote und Leistungen zugunsten der Walsersiedlung und des Tales (Kino, Heuet, Führungen, Lesungen, Sanierung und Betrieb der Vorderen Hütte usw.) Das Dörfchen gehört einem breit abgestützten Aktionariat. Der Verein ist mit einer Aktie beteiligt. Ein von den Eigentümern bestimmter Geschäftsführer ist für den Betrieb der Gastronomie zuständig.
Wanderwege führen über das Trinser Fürggli nach Flims, über den Heidel- und Heubützlipass ins mittlere bzw. obere Weisstannental, und von letzterem weiter über den Foopass ins Sernftal. Am oberen Talschluss liegt die Sardonahütte des SAC.
Es gibt ein mehrmals täglich verkehrendes Postauto von Bad Ragaz bis Vättis, das an Sommerwochenenden bis zum Gigerwaldstaudamm weiterfährt.